# Pristiphora reuteri
Pristiphora reuteri is een vliesvleugelig insect uit de familie van de bladwespen (Tenthredinidae). De wetenschappelijke naam van de soort is voor het eerst geldig gepubliceerd in 1960 door Lindqvist.